# Trachylepis tavaratra
Trachylepis tavaratra — вид сцинкоподібних ящірок родини сцинкових (Scincidae). Ендемік Мадагаскару.

## Поширення і екологія
Trachylepis tavaratra мешкають на крайній півночі острова Мадагаскар. Вони живуть в сухих тропічних лісах.

## Збереження
МСОП класифікує цей вид як вразливий. Trachylepis tavaratra загрожує знищення природного середовища.